# Camp de Fréteval
Le camp de Fréteval était un camp d'accueil pour les aviateurs alliés dont l'avion avait été abattu pendant la Seconde Guerre mondiale. Il était situé dans la forêt de la Gaudinière, à la limite des communes de Fréteval, Saint-Hilaire-la-Gravelle, Busloup et Saint-Jean-Froidmentel dans le Loir-et-Cher.

## Création du camp
Au printemps 1944, en préparation des opérations de débarquement, l'aviation alliée pilonne la France. Les lignes d'évasion classiques ne suffisent plus à l'évacuation des aviateurs alliés abattus en territoires occupés. Airey Neave qui dirige la Room 900 du MI9, en étroite concertation avec des agents belges présents à Londres comme Georges d’Oultremont, de créer des camps pour abriter les aviateurs.
Jean de Blommaert et Airey Neave étudient les cartes. En France, ils s'intéresse particulièrement au triangle formé par Chartres, Châteaudun et Orléans. Leur choix se porte sur la forêt de Fréteval entre Châteaudun et Vendôme. Jean de Blommaert commandera la mission pour la France et Albert Ancia pour la Belgique qui sera également dotée de plusieurs camps. Elvire De Greef, « Tante Go », et Yvon Michiels, « Jean Serment », qui coordonnent le réseau Comète sont informés du projet. 
Le camp, dit de Bellande, se met en place en juin 1944 et, à la suite du succès, un second camp est ensuite ouvert dans la forêt, à la maison forestière de Richeray, sur la commune de Busloup, non seulement à cause du nombre d'aviateurs installés mais aussi et surtout pour limiter les risques en cas d'intervention des Allemands. Jean de Blommaert dirige un camp et Lucien Boussa, l'ex-squadron leader de la 350e escadrille de la Royal Air Force, commande l'autre. Quant à Albert Ancia, après avoir aidé à la reconstruction du réseau Comète en France, il passe en Belgique et organise six camps dans la forêt d'Ardenne, à Beffe, Acremont, Bohan, Porcheresse, La Cornette et Villance. Ces camps belges ont abrité au moins 109 aviateurs alliés.

## Les aviateurs du maquis
Le camp a accueilli 152 aviateurs anglais, américains, canadiens, australiens, néo-zélandais, belges et sud-africains. Leurs appareils ont été mitraillés au-dessus de la Belgique et la France. Pour parvenir au camp, ils cheminent en général par Paris, grâce au réseau Comète. Ils arrivent ensuite à Châteaudun avant d'être envoyés vers les camps par différents moyens : à pied, à bicyclette, en voiture, en carriole ou en train. La gare de Saint-Jean-Froidmentel devient vite le point d'accueil généralisé grâce au soutien de Jeanne Démoulière, qui fait office de chef de station. Le trajet final des aviateurs se faisait de nuit par petits groupes, en suivant simplement la route.   
Le 12 juin 1944, Virginia d'Albert-Lake, accompagnant un groupe d'aviateurs vers le camp de Frèteval, est arrêtée. Elle avala courageusement le plan pour se rendre au camp afin de maintenir le secret. Elle fut ensuite torturée puis envoyée au camp de Ravensbruck, d'où elle revint en vie.

## La vie dans le camp
La vie dans le camp est stricte : le bruit est limité et les sorties interdites. Les abris sont construits par les premiers aviateurs qui doivent ensuite patienter, cloitrés dans ce maquis, et qui ne peuvent qu'attendre en écoutant la radio, installée en juin. L'un des aviateurs, William Braylay rédigea un journal de sa vie au camp. Chaque matin, le réveil a lieu à six heures, avec l'exécution des corvées (eau, camouflage des tentes, cuisines). La cuisine se fait grâce au charbon de bois pour éviter toute fumée repérable.  
Le ravitaillement est assuré par les résistants locaux avec l'aide de paysans. Le pain est fait à Villebout puis transporté par carrioles jusqu'au camp. La viande et les autres denrées sont acheminées depuis la maison forestière de la famille Hallouin en bordure de forêt.   
Ce maquis disposait du soutien de médecins (de Cloyes) et d'un coiffeur. Un hôpital de fortune s'installe au château de Villebout où la châtelaine retraitée veillait aux chevets des blessés.   
Lucien Boussa installe d'abord  son centre des opérations dans la maison forestière à Bellande puis directement à la gare de Saint-Jean-Froidmentel, où son opérateur radio le rejoint.   

## La libération du camp
Après le débarquement, Airey Neave souhaite infiltrer les lignes ennemies pour atteindre et libérer au plus tôt ces deux camps. Mais Airey Neave est coincé au Mans, il ne dispose que de quelques hommes, douze Jeeps et quelques armes automatiques. Pour l'instant, les Américains ne veulent pas entendre parler d'infiltration concentrés qu'ils sont par la reconquête du territoire. 
Le 12 juin 1944, Virginia d'Albert-Lake convoyant un groupe de cinq aviateurs de Paris au camp de Fréteval est arrêtée, elle parvient à avaler le plan pour rejoindre le camp, elle sera déportée à Ravensbrück par le convoi des 57000 et ne sera libérée qu'en avril 1945.
Au Mans, les choses se décantent Airey Neave trouve l'appui d'une section d'une quarantaine d'hommes du SAS précisément chargée de missions derrière les lignes ennemies, à ce groupe viennent s'ajouter 23 para-commandos belges. Airey Neave prépare la mission. Le 11 août 1944, Lucien Boussa, passé à travers les lignes ennemies, arrive au Mans. Il confirme que les Allemands sont en déroute à Évreux et que les villages autour des camps arborent déjà fièrement des drapeaux français. Boussa repart avec l'assurance que l'opération de libération sera menée le 14 août 1944. Le lendemain, Jean de Blommaert est lui aussi au Mans, ce qui précipitera l'opération. En effet, les camps qui étaient parvenus à maintenir une discipline de fer cèdent de toutes parts et 20 soldats ont déjà pris le maquis pour rejoindre la Libération. 16 véhicules sont rassemblés sur une place et l'opération démarre. En quelques heures, les 132 aviateurs alliés de la Forêt de Fréteval sont ramenés au Mans, le 12 août 1944. La plupart des 152 aviateurs de Fréteval reprirent le combat. 38 d'entre eux seront rapportés avoir été tués à l'ennemi à l'issue de la guerre,.
La mission Marathon étant terminée, Jean de Blommaert est rappelé à Londres. Il accomplira d'autres missions pour le MI9.
Les aviateurs secourus par Marathon en Belgique sont pris en charge par les Alliés début septembre 1944. Ils sont acheminés à Paris, interrogés par le MI9 puis aéroportés vers Londres, d'où ils rejoignent leurs unités. Certains d'entre eux reprendront les combats jusqu'à la fin de la guerre et d'aucuns y perdront la vie . Albert Ancia, poursuit son action au sein du MI9 et se voit confier par les Britanniques de nouvelles missions de renseignement et de mise en sécurité d'aviateurs et de soldats alliés lors de l'Opération Market Garden et durant la bataille des Ardennes .

## Mémoire
En 1967, un mémorial est inauguré là où se trouvait le premier camp. Le commandant Boussa est mort à Cloyes deux mois avant cette inauguration, alors qu'il organisait la cérémonie. Airey Neave est assassiné dans un attentat à la voiture piégée en 1979.